# Ottignies

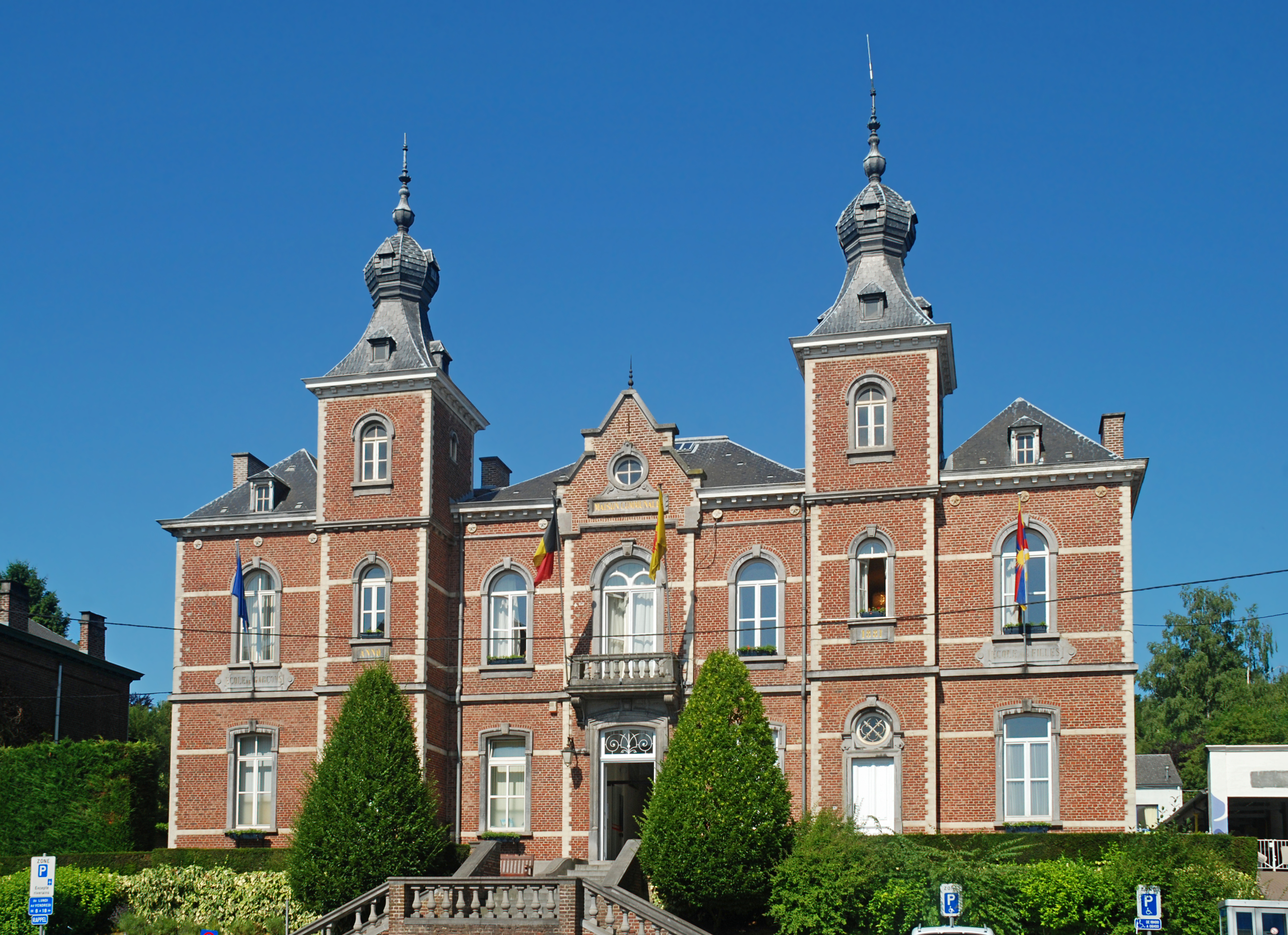
Ayuntamiento de Ottignies (Bélgica).

Ottignies, comuna y ciudad belga situada en el Brabante Valón, existente desde la época carolingia cuando un soldado de origen franco – Otón - obtiene como recompensa por sus servicios , un vasto territorio al lado del río Dyle. En 1190 , el sitio se llama Othenies y siete años más tarde, Ottignies. En 1213 se construye la Parroquia en honor de San–Remi. Un relevamiento realizado en 1260 señala la existencia de un castillo, un mercado, un molino, una cervecería y una taberna.
Durante largo tiempo fue tributaria de una economía plenamente rural y la ciudad sólo comienza a desarrollarse a partir de 1850 con la apertura de una calle pavimentada y la construcción de la vía férrea.
Luego aparecen numerosas fábricas que atraen bastante mano de obra que se instala cerca de las estaciones del ferrocarril.
En 1972 llegan los estudiantes y profesores a Louvain-la-Neuve, cambiando radicalmente el paisaje de esta comuna.
En 1977 las antiguas comunas de Limelette y Céroux-Mousty mas la reciente ciudad universitaria  se fusionan a Ottignies bajo el nombre de la Comuna de Ottignies-Louvain-la-Neuve.
- Wikimedia Commons alberga una categoría multimedia sobre Ottignies.

- Datos: Q3357775
- Multimedia: Ottignies / Q3357775